# Parque España (Tegucigalpa)
El Parque España (también conocido como Parque Alfonso XIII o Plaza de España) es un parque público en Tegucigalpa, Honduras en el barrio de Lomas del Guijarro. 
El parque fue construido por el gobierno hondureño en honor al rey Alfonso XIII de España por resolver mediante laudo, denominado el Laudo Alfonso XIII, el conflicto fronterizo entre Honduras y Nicaragua el 23 de diciembre de 1906.

## Descripción

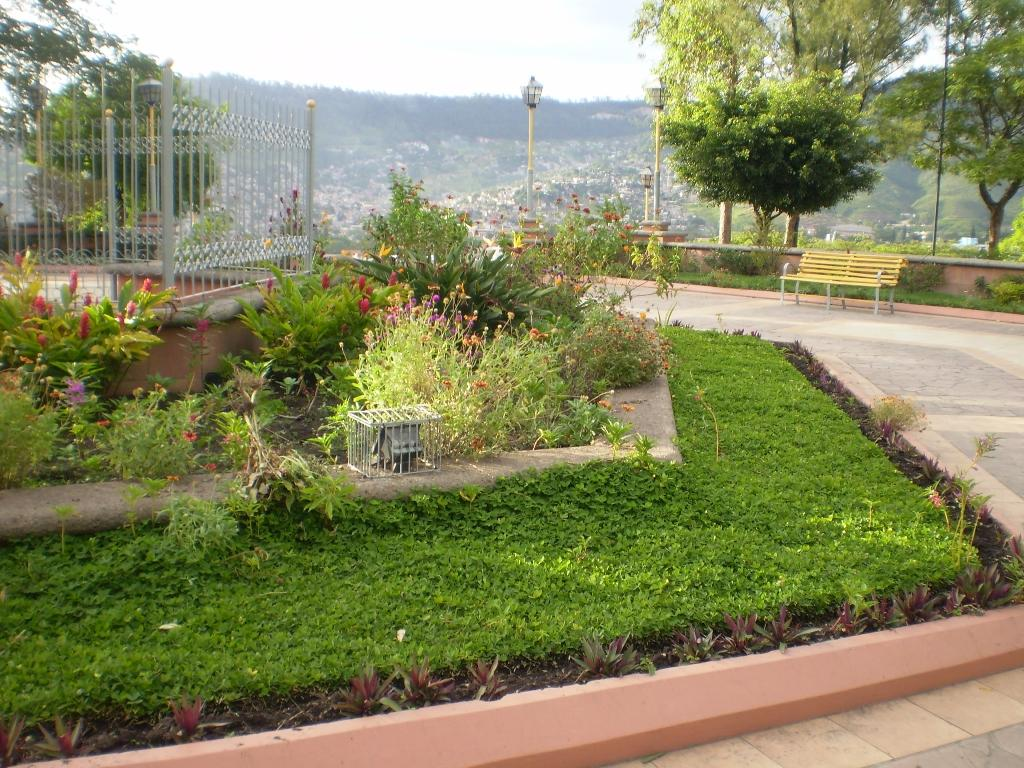
Jardines del hexágono en el centro del parque donde se encuentra la estatua del rey Alfonso XIII de España.

El Parque España se encuentra en el barrio de Lomas del Guijarro al este del centro de Tegucigalpa entre la calle Alfonso XIII y la avenida Enrique Tierno Galván. El parque da nombre a la calle Alfonso XIII y edificios aledaños al parque como la colindante torre de apartamentos, Edificio Alfonso XIII. 
El parque está ubicado en uno de los puntos más altos del barrio lo cual le da vistas panorámicas de la ciudad hacia el norte con vistas de barrios como Lomas del Guijarro, Colonia San Carlos y Las Palomas y la zona del bulevar Morazán.
Está rodeado en su parte más baja por la Avenida Dr Enrique Tierno Galván, dedicada al jurista español y alcalde de Madrid (1979-1986), y al sur, en su nivel más elevado, por la Avenida Alfonso XIII, que inicia en el Instituto Hondureño de Cultura Hispánica. En su costado este, cuenta con una plazuela y busto dedicado al jurista español Dr Guillermo Cabanellas de Torres, cerrando con el edificio Alfonso XIII.

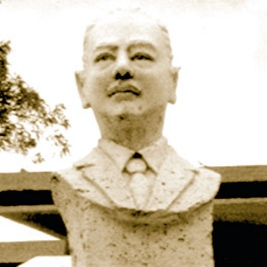
Busto del Dr Cabanellas

En el centro del parque se encuentra un jardín en forma de hexágono que en el centro se encuentra una estatua del rey Alfonso XIII de España. El parque tiene vistas hacia el norte con la estatua viendo en dirección norte.

## Historia
El Parque España fue construido como agradecimiento del gobierno hondureño en honor al rey Alfonso XIII de España por resolver mediante laudo el conflicto fronterizo entre Honduras y Nicaragua el 23 de diciembre de 1906. El nombre del rey conmemora este acontecimiento.
En 1979 la estatua del rey Alfonso XIII fue ofrecida a la ciudad de Tegucigalpa por el rey Juan Carlos I de España como regalo al país. Este nuevo monumento fue inaugurado el 13 de junio de 1979 en un evento presidido por el conde de Barcelona, hijo de Alfonso XIII, y por el general hondureño Policarpo Paz García, presidente de la Junta Militar General..
En la ladera colindante con la Avenida Enrique Tierno Galván, en 1986 la Corporación Municipal del Distrito Central erigió un monumento dedicado a Enrique Tierno Galván, antiguo alcalde de Madrid.
En el 2002 el parque fue rehabilitado por la Agencia Española de Cooperación Internacional para el Desarrollo.